# Costa Rica-i kőgolyók
A Costa Rica-i kőgolyók a jelenkor egyik régészeti rejtélye, mert eredetük, keletkezési idejük és céljuk ismeretlen. Kétségkívül mesterséges eredetűek. Manapság mintegy 300 különböző méretű kőgolyó található a Diquís-deltában. Készítőik ismeretlenek, de közmegegyezés szerint a kihalt Diquís-kultúrához kötik.

## Leírásuk
A gömbök a néhány centiméteres átmérőtől a 2,57 méteresig fordulnak elő, a nagyobbak tömege meghaladja a 15 tonnát.  Sokuk anyaga gabbró, ami a bazaltéhoz hasonló kémiai összetételű, de vele ellentétben durva szemcséjű és mélységi magmás kőzet. Nagyjából egy tucat gömb anyaga mészkő, és további egy tucat homokkőből készült. Többségük anyaga gránit.
Alakjuk a tökéletes, mértani gömbtől alig tér el, mindenütt egyforma az átmérőjük. A golyókon nincsenek bevésett jelek vagy díszítések. A közelükben nem találtak olyan szerszámokat, amikkel elkészíthetők lettek volna. Nincsenek félkész állapotban lévő kőgolyók.

## Következtetések
A szakértők szerint egy 15 tonnás óriásgolyó elkészítéséhez több mint 20 tonna nyersanyagra van szükség. Egy 2,4 méter átmérőjű golyó előállításához legalább egy 2,75 méter széles tömbre volt szükségük a hajdani kőfaragóknak, amelyet csak nagy nehézségek árán és együttes munkával tudtak forgatni és megcsiszolni. Még a mai legmodernebb hidraulikus gépekkel is csak nagy nehezen lehetne mozgatni ezeket a golyókat. Gránitot, amelyből a legtöbb készült, nem találni azon a vidéken, ahol előkerültek, mert itt nincsenek kőfejtők. Valószínűleg abból a térségből származott a golyók alapanyaga, amely a deltától ár-ellenben 50 km-re fekszik.
Mivel a szállításuk iszonyatos erőfeszítést igényel, az óriásgolyók minden bizonnyal különleges jelentőséggel bírtak alkotóik számára.
Mivel mindegyik golyó tökéletesen gömbölyű, ez arra enged következtetni, hogy az alkotók alapos geometriai ismeretekkel bírtak, és tökéletesen bántak a technikai eszközökkel.

## Történetük
Már a 19. században felfedezték őket, de az első tudományos leírás csak 1930-ból származik. Azóta sok követ elmozdítottak eredeti helyéről, részben a mezőgazdaság érdekében (a United Fruit Company tevékenysége nyomán), jó néhányat megsemmisítettek a kincsvadászok, akik a belsejükben tévesen aranyat vagy gyémántot sejtettek. Manapság sokuk hivatalok közelében, közparkokban vagy magánkertekben van elhelyezve, csak mintegy egy tucat maradt az eredeti helyén.
A kövekről az első tudományos közleményt a United Fruit Company menedzserének lánya, Doris Stone írta. Ez 1943-ban jelent meg az American Antiquity című tudományos közlönyben, ahol felfigyelt rá Samuel Kirkland Lothrop, aki a Peabody Museum of Archaeology and Ethnology nevű intézetnél dolgozott, ami a Harvard Egyetemhez tartozott.
2010-ben a University of Kansas kutatója, John Hoopes felkereste a helyszínt, hogy megállapítsa, alkalmasak-e a UNESCO világörökség besorolására, 2014-ben pedig a kőgolyók felkerültek a világörökség listájára.

## Érdekesség
A Föld számos pontján találhatók kőgolyók, ezek egy része természetes eredetű. (lásd például: Moeraki sziklák)

## Galéria

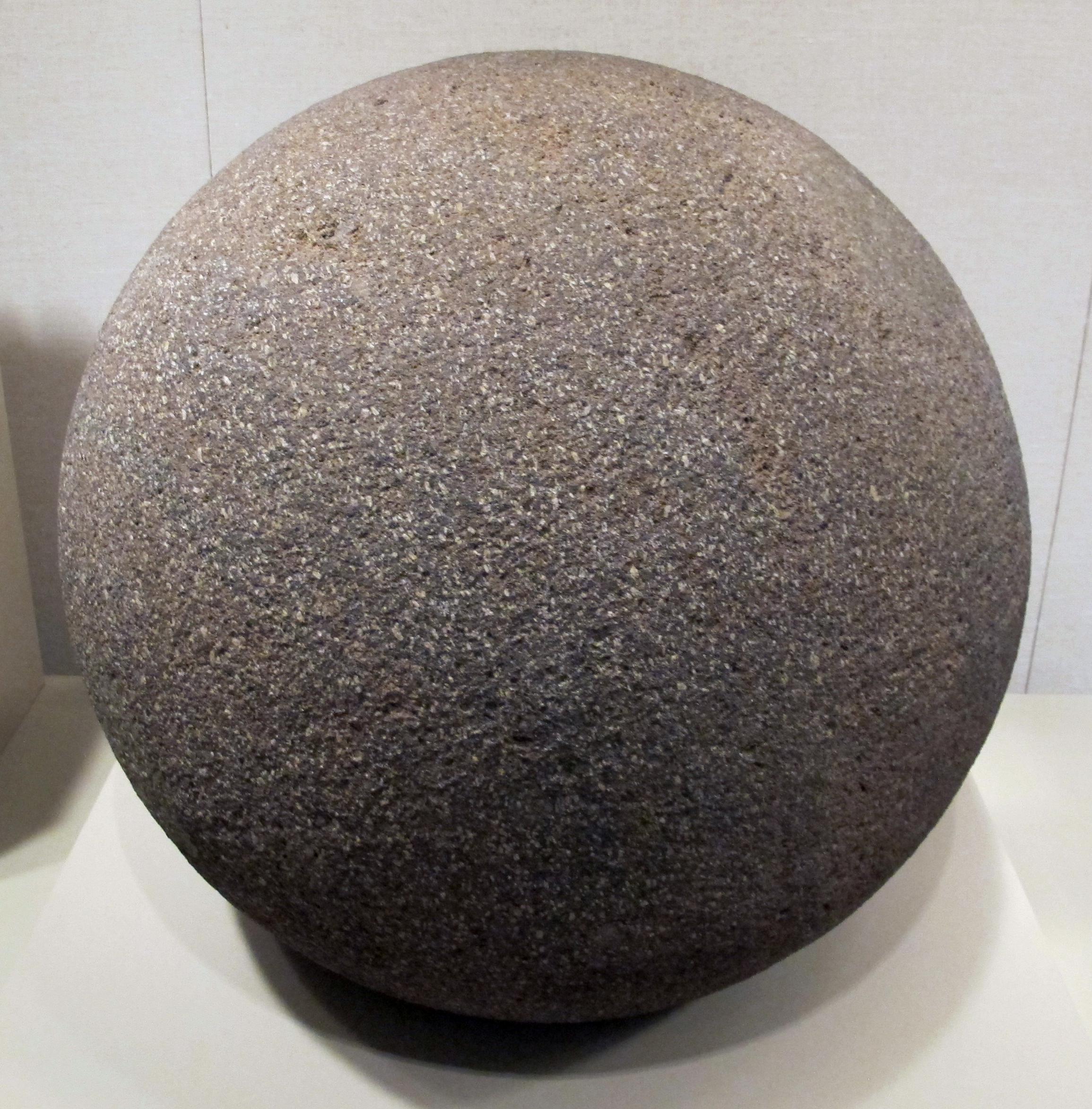
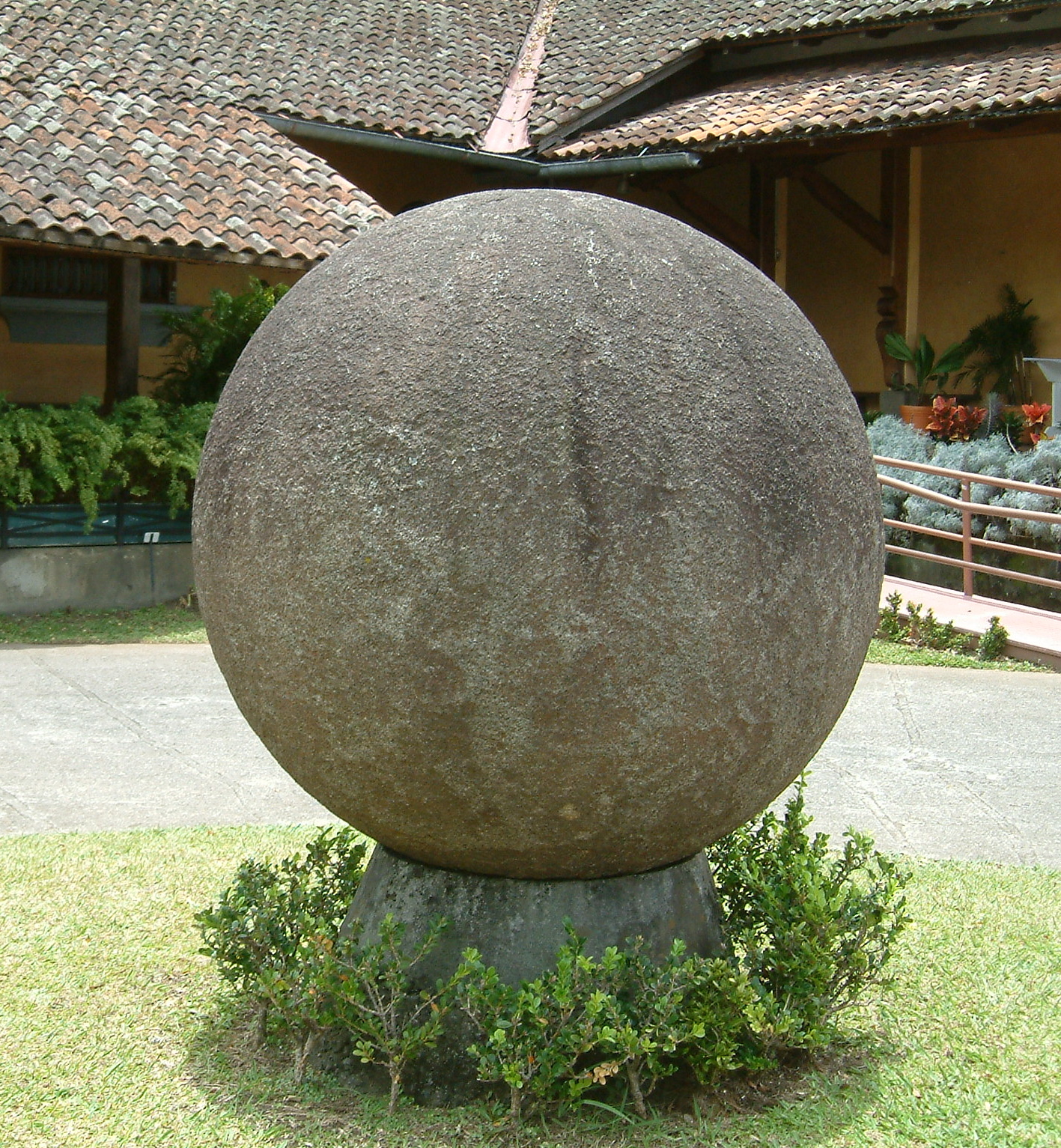
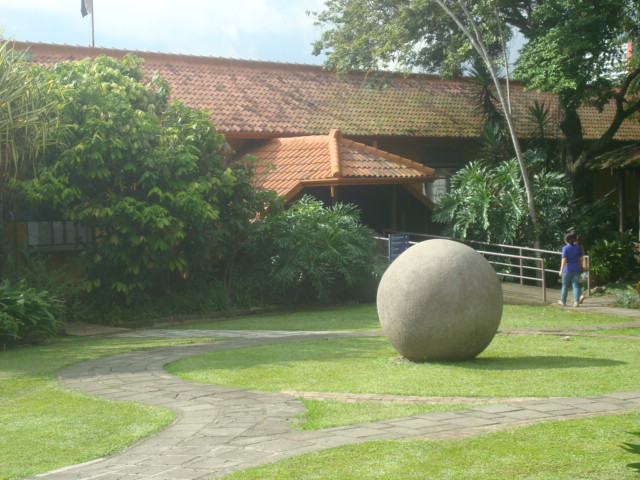
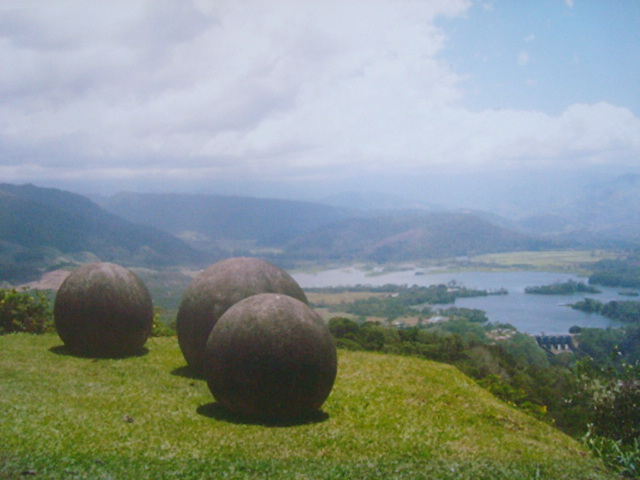

## Fordítás
- Ez a szócikk részben vagy egészben  a   Stone spheres of Costa Rica című angol Wikipédia-szócikk fordításán alapul.  Az eredeti cikk szerkesztőit annak laptörténete sorolja fel. Ez a jelzés csupán a megfogalmazás eredetét és a szerzői jogokat jelzi, nem szolgál a cikkben szereplő információk forrásmegjelöléseként.